# نادي بني سعد
نادي بني سعد الرياضي هو فريق كرة قدم عراقي مقره في ديالى، يلعب في الدوري العراقي الدرجة الثالثة.

## روابط خارجية
- نادي بني سعد على Goalzz.com
- أندية العراق - تواريخ التأسيس